# Anemone wilsonii
Anemone wilsonii är en ranunkelväxtart som beskrevs av Ulbrich. Anemone wilsonii ingår i släktet sippor, och familjen ranunkelväxter. Inga underarter finns listade i Catalogue of Life.